# Iago ab Idwal ap Meurig
Iago ab Idwal (overleden 1039) was koning van Gwynedd van 1023 tot 1039.
Iago was een zoon van Idwal ap Meurig, en kwam aan de macht na de dood van Llywelyn ap Seisyll. Anders dan zijn voorganger lijkt hij zich beperkt te hebben tot Gwynedd zelf, en geen overheerschappij van de rest van Wales te hebben nagestreefd. In 1027 versloeg hij Cynan, een broer van Llywelyn die tegen hem in opstand gekomen was. Hij werd opgevolgd en vermoedelijk gedood door Llywelyns zoon Gruffudd.
Iago was de grootvader van Gruffudd ap Cynan.